# Drottning Mab
Mab är en älvdrottning i William Shakespeares pjäs Romeo och Julia.
Drottning Mab är ett annat namn på keltiska mytologins älvdrottning Oonagh. Shakespeare har influerat engelska författare så de använder också Mab som namn på älvdrottningen, bland annat hos Percy Bysshe Shelley. Troligen densamma som återkommer hos Edmund Spenser som The fairy queen.
Namnet Mab förekommer också i bokserien "Glastronen" skriven av författaren Sarah J. Maas. I boken har en av de uråldriga älvdrottningarna namnet Mab, där är hon den äldsta och en av de kraftfullaste älvorna i boken.[källa behövs]